# Hayingen
Hayingen (phát âm tiếng Đức: [ˈhaɪɪŋən] ⓘ) là một thị trấn thuộc huyện Reutlingen, bang Baden-Württemberg, Đức. Nơi đây nằm cách Reutlingen 32 km về phía đông nam.